# Lamprosema ustulalis
Lamprosema ustulalis là một loài bướm đêm trong họ Crambidae.